# Rotheceae
Tribu
Les Rotheceae sont une tribu de plantes à fleurs de la famille des Lamiaceae et de la sous-famille des Ajugoideae.
Le genre type est Rotheca Raf.

## Liste des genres
Discretitheca – Glossocarya – Karomia – Rotheca

## Publication originale
- (en) Fei Zhao, Ya-Ping Chen, Yasaman Salmaki, Bryan T. Drew, Wilson,T.C., Scheen,A.-C., Celep,F., Bräuchler,C., Bendiksby,M., Wang,Q., Min,D.Z., Peng,H., Olmstead,R.G., Li,B. & Xiang,C.L., « An updated tribal classification of Lamiaceae based on plastome phylogenomics », BMC Biology, vol. 19, no 1,‎ 8 janvier 2021, p. 1-27 (ISSN 1741-7007, PMID 33419433, PMCID 7796571, DOI 10.1186/s12915-020-00931-z, lire en ligne, consulté le 18 août 2025).